# Фамилисты

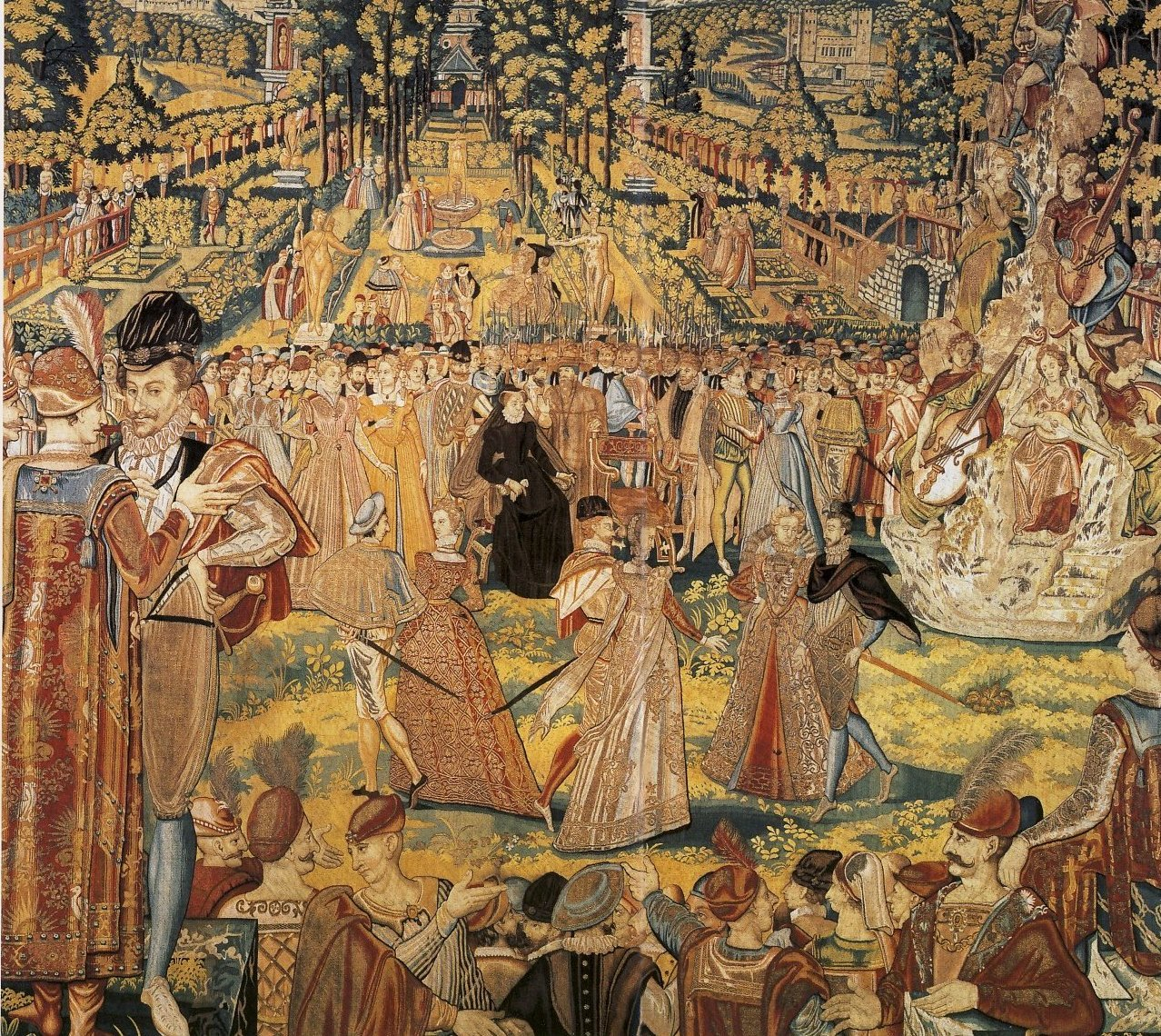
Один из «Гобеленов примирения» Лукаса де Хере, на символику которого повлияла доктрина фамилизма. 1573, изображает бал в Тюильри в честь прибытия польских послов к Генриху Валуа

Фамили́сты (лат. Familia Caritatis, нидерл. Huis der Liefde, «Дом Любви») — религиозная секта, основанная в 1540-х годах купцом Хендриком Николисом. Секта имела распространение в интеллектуальных кругах Нидерландов, Германии и Англии, прекратила существование приблизительно к началу XVII века.

## Учение
Основатель секты — Хендрик Николис — в 1540-е годы был преуспевающим купцом, торговавшим предметами роскоши. С детства имея визионерский опыт, он объявил, что грехопадение прародителей нарушило связь человека с Богом, и для восстановления этой связи на землю был послан Христос. Поскольку учению Христа последовали немногие, последовало вторичное грехопадение, плоть одержала верх над духом, а христианство было искажено и опутано суевериями. В последний век — то есть собственное время жизни Николиса — Бог направил нового пророка, «обо́женного человека». Эти последним пророком был сам Николис, причём свои инициалы «HN» он расшифровывал как Homo Novus («Новый Человек») или Hillige Nature («Святое Существо»). Дух фамилисты ставили превыше Писания и создали доктрину невидимой церкви, к которой может принадлежать благочестивый человек любого вероисповедания, в том числе нехристианин. Члены секты занимались нравственным самосовершенствованием и подражанием Христу, чем должны были достичь «обожения» духовной природы и подготовиться к новому веку — правления любви.
Равнодушие фамилистов к видимой церкви и внешним проявлениям религиозности проявилось в конфессиональном приспособленчестве. Николис требовал от своих учеников подчиняться светским и церковным властям, какими бы они ни были. Земное тело человека фамилисты воспринимали как храм Святого духа, поэтому требовалось любой ценой избегать преследования и мученической кончины. «Пророк» Николис считал католицизм меньшим злом по сравнению с протестантизмом, разрушавшим религиозный мир и единство Европы. Как и анабаптисты, «пророк» отвергал идеи примата Писания и спасения «одной верой» и заявлял, что протестанты заменили католические обряды на гораздо худшие (ему приписывалось составление комментария к католической мессе). Протестанты объявили фамилистов разновидностью католицизма, католики сближали «Дом любви» с анабаптизмом.

## Проповедь и раскол
Николис стремился обратить в свою веру образованных людей. Деловые связи в важнейшем экономическом центре Нидерландов — Антверпене — позволили Николису навербовать в этом городе множество сторонников. В первую очередь это был крупнейший европейский издатель — Христофор Плантен (по одной из версий, фамилисты дали ему средства на открытие типографии), члены его семьи, сотрудники, банкиры и деловые партнёры; их привлекали идеи международного благочестивого братства, а также невидимой церкви. Плантен, как и Николис, торговал кружевами, кожей и драгоценностями; в дальнейшем Николис распространял еврейскую Библию, отпечатанную домом Плантена. Публиковал он и книги пророка, как это доказал Фонтен Верве.
Стремление Николиса превратить фамилизм в полноценную церковь с иерархией во главе с собой привело к расколу 1573 года, когда значительная часть фамилистов подпала под влияние бывшего анабаптиста — выходца из низов Хендрика Янсена ван Барефельта. На его сторону перешёл и Плантен со всем окружением, ибо их раздражало духовное и финансовое давление со стороны «пророка». Барефельт (называвший себя по-еврейски «Божественной жизнью» — Хиэлем) провозгласил себя лишь свидетелем истины, а пророческого служения, по его мнению, может достичь каждый; в числе важнейших книг для своего учения он именовал «О подражании Христу» Фомы Кемпийского. Однако для дальнейшего развития фамилизма существенную роль сыграло его сближение с античным стоицизмом: этим учением увлекались участники интеллектуального кружка Плантена. Для образованных членов «Дома любви» смыкались следующие стоические и христианские элементы: космополитизм, вера в провидение, презрение к земным вещам, самоценность добродетели, особое внимание к терпению и тому подобное. На сходство стоицизма с фамилизмом впервые обратил внимание протестантский богослов Адриан Саравиа в 1608 году.